# Élections municipales de 2026 dans les Ardennes
Pour un article plus général, voir Élections municipales françaises de 2026.
Les élections municipales dans les Ardennes sont prévues en mars 2026. Cette page ne traite que les communes de 2 500 habitants et plus dans les Ardennes.

## Résultats à l'échelle du département

### Maires sortants et maires élus
| Commune              | Population (en 2022) | Maire sortant(e)       | Parti | Parti | Maire élu(e) | Parti | Parti |
| -------------------- | -------------------- | ---------------------- | ----- | ----- | ------------ | ----- | ----- |
| Bogny-sur-Meuse      | 4 947                | Kevin Gengoux          |       | SE    |              |       |       |
| Carignan             | 2 745                | Gilbert Lordier        |       | SE    |              |       |       |
| Charleville-Mézières | 45 634               | Boris Ravignon         |       | SE    |              |       |       |
| Fumay                | 3 118                | Mathieu Sonnet         |       | DVG   |              |       |       |
| Givet                | 6 356                | Robert Itucci          |       | DVD   |              |       |       |
| Nouzonville          | 5 548                | Florian Lecoultre      |       | L'AP  |              |       |       |
| Rethel               | 7 435                | Joseph Afribo          |       | DVD   |              |       |       |
| Revin                | 5 795                | Daniel Durbecq         |       | DVD   |              |       |       |
| Sedan                | 16 727               | Didier Herbillon       |       | DVG   |              |       |       |
| Villers-Semeuse      | 3 628                | Jérémy Dupuy           |       | DVG   |              |       |       |
| Vivier-au-Court      | 2 811                | Dominique Nicolas-Viot |       | DVD   |              |       |       |
| Vouziers             | 3 862                | Yann Dugard            |       | DVD   |              |       |       |
| Vrigne aux Bois      | 3 524                | Patrick Dutertre       |       | DVG   |              |       |       |

### Résultats en nombre de maires
| Partis       | Partis         | Maires sortants | Maires élus | Évolution |
| ------------ | -------------- | --------------- | ----------- | --------- |
|              | Divers gauche  | 4               |             |           |
|              | L'Après        | 1               |             |           |
| Total gauche | Total gauche   | 5               |             |           |
|              | Divers droite  | 5               |             |           |
| Total droite | Total droite   | 5               |             |           |
|              | Sans étiquette | 3               |             |           |
| Total        | Total          | 13              | 13          | -         |

### Résultats par nuances
| Nuance | Nuance | Nuance | Premier tour | Premier tour | Premier tour | Second tour | Second tour | Second tour | Total sièges | Total sièges | Total sièges | Total sièges |
| Nuance | Nuance | Nuance | Voix         | %            | Sièges       | Voix        | %           | Sièges      | CM           | %            | CC           | %            |
| ------ | ------ | ------ | ------------ | ------------ | ------------ | ----------- | ----------- | ----------- | ------------ | ------------ | ------------ | ------------ |
|        |        |        |              |              |              |             |             |             |              |              |              |              |
| Total  | Total  | Total  |              | 100          |              |             | 100         |             |              | 100          |              | 100          |

### Taux de participation
| Taux de participation | 1er tour | Différence avec 2020 | 2d tour | Différence avec 2020 | Différence entre les deux tours |
| --------------------- | -------- | -------------------- | ------- | -------------------- | ------------------------------- |
| À 12 h                |          |                      |         |                      |                                 |
| À 17 h                |          |                      |         |                      |                                 |
| Final                 |          |                      |         |                      |                                 |

## Résultats dans les communes de plus de 2 500 habitants

### Bogny-sur-Meuse
- Maire sortant : Kevin Gengoux (SE)
- 27 sièges à pourvoir au conseil municipal (population légale 2022 : 4 947 habitants)
- 10 sièges à pourvoir au conseil communautaire (CC Vallées et Plateau d'Ardenne)

| Tête de liste            | Tête de liste  | Parti(s) | Nuance | Premier tour | Premier tour | Second tour | Second tour | Sièges | Sièges |
| Tête de liste            | Tête de liste  | Parti(s) | Nuance | Voix         | %            | Voix        | %           | CM     | CC     |
| ------------------------ | -------------- | -------- | ------ | ------------ | ------------ | ----------- | ----------- | ------ | ------ |
|                          | Kevin Gengoux, | SE       |        |              |              |             |             |        |        |
|                          |                |          |        |              |              |             |             |        |        |
| Exprimés                 |                |          |        |              |              |             |             |        |        |
| Votes blancs             |                |          |        |              |              |             |             |        |        |
| Votes nuls               |                |          |        |              |              |             |             |        |        |
| Total                    | Total          | Total    | Total  |              | 100          |             | 100         | 27     | 10     |
| Absentions               |                |          |        |              |              |             |             |        |        |
| Inscrits / participation |                |          |        |              |              |             |             |        |        |

### Carignan
- Maire sortant : Gilbert Lordier (SE), ne se représente pas[2].
- 23 sièges à pourvoir au conseil municipal (population légale 2022 : 2 745 habitants)
- 8 sièges à pourvoir au conseil communautaire (CC des Portes du Luxembourg)

| Tête de liste | Tête de liste | Parti(s) | Nuance | Premier tour | Premier tour | Second tour | Second tour | Sièges | Sièges |
| Tête de liste | Tête de liste | Parti(s) | Nuance | Voix         | %            | Voix        | %           | CM     | CC     |
| ------------- | ------------- | -------- | ------ | ------------ | ------------ | ----------- | ----------- | ------ | ------ |

### Charleville-Mézières
- Maire sortant : Boris Ravignon (SE)
- 43 sièges à pourvoir au conseil municipal (population légale 2022 : 45 634 habitants)
- 32 sièges à pourvoir au conseil communautaire (Ardenne Métropole)

| Tête de liste            | Tête de liste    | Parti(s)                 | Nuance | Premier tour | Premier tour | Second tour | Second tour | Sièges | Sièges |
| Tête de liste            | Tête de liste    | Parti(s)                 | Nuance | Voix         | %            | Voix        | %           | CM     | CC     |
| ------------------------ | ---------------- | ------------------------ | ------ | ------------ | ------------ | ----------- | ----------- | ------ | ------ |
|                          | Romain Petitfils | MCA (RN-IDL-UDR-DLF-REC) |        |              |              |             |             |        |        |
|                          |                  |                          |        |              |              |             |             |        |        |
| Exprimés                 |                  |                          |        |              |              |             |             |        |        |
| Votes blancs             |                  |                          |        |              |              |             |             |        |        |
| Votes nuls               |                  |                          |        |              |              |             |             |        |        |
| Total                    | Total            | Total                    | Total  |              | 100          |             | 100         | 43     | 32     |
| Absentions               |                  |                          |        |              |              |             |             |        |        |
| Inscrits / participation |                  |                          |        |              |              |             |             |        |        |

### Fumay
- Maire sortant : Mathieu Sonnet (DVG)
- 23 sièges à pourvoir au conseil municipal (population légale 2022 : 3 118 habitants)
- 5 sièges à pourvoir au conseil communautaire (CC Ardenne rives de Meuse)

| Tête de liste | Tête de liste | Parti(s) | Nuance | Premier tour | Premier tour | Second tour | Second tour | Sièges | Sièges |
| Tête de liste | Tête de liste | Parti(s) | Nuance | Voix         | %            | Voix        | %           | CM     | CC     |
| ------------- | ------------- | -------- | ------ | ------------ | ------------ | ----------- | ----------- | ------ | ------ |

### Givet
- Maire sortant : Robert Itucci (DVD), ne se représente pas[2].
- 29 sièges à pourvoir au conseil municipal (population légale 2022 : 6 356 habitants)
- 10 sièges à pourvoir au conseil communautaire (CC Ardenne rives de Meuse)

| Tête de liste            | Tête de liste      | Parti(s) | Nuance | Premier tour | Premier tour | Second tour | Second tour | Sièges | Sièges |
| Tête de liste            | Tête de liste      | Parti(s) | Nuance | Voix         | %            | Voix        | %           | CM     | CC     |
| ------------------------ | ------------------ | -------- | ------ | ------------ | ------------ | ----------- | ----------- | ------ | ------ |
|                          | Claude Wallendorff | DVD      |        |              |              |             |             |        |        |
|                          |                    |          |        |              |              |             |             |        |        |
| Exprimés                 |                    |          |        |              |              |             |             |        |        |
| Votes blancs             |                    |          |        |              |              |             |             |        |        |
| Votes nuls               |                    |          |        |              |              |             |             |        |        |
| Total                    | Total              | Total    | Total  |              | 100          |             | 100         | 29     | 10     |
| Absentions               |                    |          |        |              |              |             |             |        |        |
| Inscrits / participation |                    |          |        |              |              |             |             |        |        |

### Nouzonville
- Maire sortant : Florian Lecoultre (L'AP)
- 29 sièges à pourvoir au conseil municipal (population légale 2022 : 5 548 habitants)
- 4 sièges à pourvoir au conseil communautaire (Ardenne Métropole)

| Tête de liste            | Tête de liste      | Parti(s) | Nuance | Premier tour | Premier tour | Second tour | Second tour | Sièges | Sièges |
| Tête de liste            | Tête de liste      | Parti(s) | Nuance | Voix         | %            | Voix        | %           | CM     | CC     |
| ------------------------ | ------------------ | -------- | ------ | ------------ | ------------ | ----------- | ----------- | ------ | ------ |
|                          | Florian Lecoultre, | L'AP-DVG |        |              |              |             |             |        |        |
|                          |                    |          |        |              |              |             |             |        |        |
| Exprimés                 |                    |          |        |              |              |             |             |        |        |
| Votes blancs             |                    |          |        |              |              |             |             |        |        |
| Votes nuls               |                    |          |        |              |              |             |             |        |        |
| Total                    | Total              | Total    | Total  |              | 100          |             | 100         | 29     | 4      |
| Absentions               |                    |          |        |              |              |             |             |        |        |
| Inscrits / participation |                    |          |        |              |              |             |             |        |        |

### Rethel
- Maire sortant : Joseph Afribo (DVD)
- 29 sièges à pourvoir au conseil municipal (population légale 2022 : 7 435 habitants)
- 18 sièges à pourvoir au conseil communautaire (CC du Pays Rethélois)

| Tête de liste | Tête de liste | Parti(s) | Nuance | Premier tour | Premier tour | Second tour | Second tour | Sièges | Sièges |
| Tête de liste | Tête de liste | Parti(s) | Nuance | Voix         | %            | Voix        | %           | CM     | CC     |
| ------------- | ------------- | -------- | ------ | ------------ | ------------ | ----------- | ----------- | ------ | ------ |

### Revin
- Maire sortant : Daniel Durbecq (DVD), ne se représente pas[2].
- 29 sièges à pourvoir au conseil municipal (population légale 2022 : 5 795 habitants)
- 9 sièges à pourvoir au conseil communautaire (CC Ardenne rives de Meuse)

| Tête de liste | Tête de liste | Parti(s) | Nuance | Premier tour | Premier tour | Second tour | Second tour | Sièges | Sièges |
| Tête de liste | Tête de liste | Parti(s) | Nuance | Voix         | %            | Voix        | %           | CM     | CC     |
| ------------- | ------------- | -------- | ------ | ------------ | ------------ | ----------- | ----------- | ------ | ------ |

### Sedan
- Maire sortant : Didier Herbillon (DVG)
- 33 sièges à pourvoir au conseil municipal (population légale 2022 : 16 727 habitants)
- 11 sièges à pourvoir au conseil communautaire (Ardenne Métropole)

| Tête de liste            | Tête de liste  | Parti(s) | Nuance | Premier tour | Premier tour | Second tour | Second tour | Sièges | Sièges |
| Tête de liste            | Tête de liste  | Parti(s) | Nuance | Voix         | %            | Voix        | %           | CM     | CC     |
| ------------------------ | -------------- | -------- | ------ | ------------ | ------------ | ----------- | ----------- | ------ | ------ |
|                          | Isabelle Roger | RN-DVD   |        |              |              |             |             |        |        |
|                          |                |          |        |              |              |             |             |        |        |
| Exprimés                 |                |          |        |              |              |             |             |        |        |
| Votes blancs             |                |          |        |              |              |             |             |        |        |
| Votes nuls               |                |          |        |              |              |             |             |        |        |
| Total                    | Total          | Total    | Total  |              | 100          |             | 100         | 33     | 11     |
| Absentions               |                |          |        |              |              |             |             |        |        |
| Inscrits / participation |                |          |        |              |              |             |             |        |        |

### Villers-Semeuse
- Maire sortant : Jérémy Dupuy (DVG)
- 27 sièges à pourvoir au conseil municipal (population légale 2022 : 3 628 habitants)
- 2 sièges à pourvoir au conseil communautaire (Ardenne Métropole)

| Tête de liste            | Tête de liste | Parti(s) | Nuance | Premier tour | Premier tour | Second tour | Second tour | Sièges | Sièges |
| Tête de liste            | Tête de liste | Parti(s) | Nuance | Voix         | %            | Voix        | %           | CM     | CC     |
| ------------------------ | ------------- | -------- | ------ | ------------ | ------------ | ----------- | ----------- | ------ | ------ |
|                          | Jérémy Dupuy, | DVG      |        |              |              |             |             |        |        |
|                          |               |          |        |              |              |             |             |        |        |
| Exprimés                 |               |          |        |              |              |             |             |        |        |
| Votes blancs             |               |          |        |              |              |             |             |        |        |
| Votes nuls               |               |          |        |              |              |             |             |        |        |
| Total                    | Total         | Total    | Total  |              | 100          |             | 100         |        |        |
| Absentions               |               |          |        |              |              |             |             |        |        |
| Inscrits / participation |               |          |        |              |              |             |             |        |        |

### Vivier-au-Court
- Maire sortante : Dominique Nicolas-Viot (DVD)
- 23 sièges à pourvoir au conseil municipal (population légale 2022 : 2 811 habitants)
- 2 sièges à pourvoir au conseil communautaire (Ardenne Métropole)

| Tête de liste | Tête de liste | Parti(s) | Nuance | Premier tour | Premier tour | Second tour | Second tour | Sièges | Sièges |
| Tête de liste | Tête de liste | Parti(s) | Nuance | Voix         | %            | Voix        | %           | CM     | CC     |
| ------------- | ------------- | -------- | ------ | ------------ | ------------ | ----------- | ----------- | ------ | ------ |

### Vouziers
- Maire sortant : Yann Dugard (DVD)
- 27 sièges à pourvoir au conseil municipal (population légale 2022 : 3 862 habitants)
- 21 sièges à pourvoir au conseil communautaire (CC de l'Argonne Ardennaise)

| Tête de liste | Tête de liste | Parti(s) | Nuance | Premier tour | Premier tour | Second tour | Second tour | Sièges | Sièges |
| Tête de liste | Tête de liste | Parti(s) | Nuance | Voix         | %            | Voix        | %           | CM     | CC     |
| ------------- | ------------- | -------- | ------ | ------------ | ------------ | ----------- | ----------- | ------ | ------ |

### Vrigne aux Bois
- Maire sortant : Patrick Dutertre (DVG)
- 29 sièges à pourvoir au conseil municipal (population légale 2022 : 3 524 habitants)
- 2 sièges à pourvoir au conseil communautaire (Ardenne Métropole)

| Tête de liste | Tête de liste | Parti(s) | Nuance | Premier tour | Premier tour | Second tour | Second tour | Sièges | Sièges |
| Tête de liste | Tête de liste | Parti(s) | Nuance | Voix         | %            | Voix        | %           | CM     | CC     |
| ------------- | ------------- | -------- | ------ | ------------ | ------------ | ----------- | ----------- | ------ | ------ |